# Жовте око тигра
Жовте око тигра (рос. Жёлтый глаз тигра) — російський кримінально-драматичний телесеріал режисера Марка Горобця, створений «Продюсерський фірмою Ігоря Толстунова» у 2018 році.

## Синопсис
У телесеріалі йдеться про розвиток бурштинового бізнесу в «лихі» 1990-ті роки у Калінінграді.

## У ролях
- Павло Прилучний — Сергій Звягінцев, підполковник ФСБ
- Карина Андоленко — Марія Корольова, перше кохання Сергія Звягінцева, співробітниця калінінградського заводу «Янтар», дружина Михайла Бойка
- Максим Костромикін — Григорій Васильєв («Волошка»), шкільний друг Сергія Звягінцева, колишній спортивний гімнаст, «чорний копач» бурштину
- Катерина Буйлова — Ольга Мухіна, наречена Григорія Васильєва'
- Іван Івашкін — Костянтин Левшин, шкільний друг Сергія Звягінцева, відомий художник'
- Марія Шерстобитова — Маргарита Мещерякова
- Світлана Степанковська — Світлана Бубнова[2]
- Роман Курцин — Михайло Бойко, шкільний друг Сергія Звягінцева, місцевий кримінальний «авторитет»
- Віталій Кищенко — Валерій Конецький, місцевий злодій в законі на прізвисько «Кінь»
- Агнія Кузнєцова — Тетяна Ходорова, дружина Сергія Звягінцева
- Катерина Шпіца — Олена Дубосекіна, художниця, наречена Костянтина Левшина
- Сергій Пускепаліс — Михайло Звягінцев, полковник КДБ СРСР, батько Сергія Звягінцева
- Євгенія Добровольська — Ганна Звягінцева, мати Сергія Звягінцева
- Євген Мундум — «Ханиг», бандит
- Борис Каморзін — Валентин Дубосекін, чиновник, батько Олени Дубосекіної
- Лариса Шахворостова — мати Олени Дубосекіної
- Раїса Рязанова — Галина, домробітниця
- Михайло Тарабукін — Іван Пильев, чорний копач
- Тагір Рахімов — Таїр балах, тренер «Василька»
- Марія Скорницька — Ніна Корольова, сестра Марії
- Олександр Нікольський — Федір Петрович Філіпенко, директор заводу «Янтар»
- Володимир Виноградов — Леонід Георгійович Бойко, ювелір
- Сергій Легостаєв — бандит «Дуремар»'
- Сергій Сипливий — «Старий», злодій в законі
- Володимир Стержаков — міністр
- Максим Коновалов — «Гора», помічник «Василька»
- Агнія Кузнєцова — Тетяна Ходорова
- Ілля Любимов — художник Ілля Куракін
- Ганна Чуріна — Жанна Куракіна, дружина Куракіна
- Олександр Пашутін — Коробейников, старий копач
- Анатолій Горяче — генерал, начальник Звягінцева
- Катерина Кудринська — Любов Пильева, дружина Івана Пильева
- Евклід Кюрдзідіс — Харалампус Костатіді
- Юрій Назаров — Микола Сиріхін, директор школи
- Олександра Скачкова — Євгенія Павлівна, мати Марії Корольової
- Наталя Батрак — Олена Михайлівна, мати Левшина
- Луїза Мосендз — Людмила Берлінська, мати Ходоровї
- Олександр Яцко — адвокат «Коня»
- Юрій Ваксман — «Бекон», злодій в законі
- Олександр Лимарєв — Тимофій
- Олексій Шемес  — «Худий», злодій в законі